# ريك وحرب الأفاعي الفضائية
ريك وحرب الأفاعي الفضائية (بالإنجليزية: Rattlestar Ricklactica) هي الحلقة الخامسة من الموسم الرابع من مسلسل الرسوم المتحركة أدلت سويم التلفزيوني ريك ومورتي. الحلقة السادسة والثلاثون بشكل عام، كتبها جيمس سيسيليانو وأخرجها جاكوب هير، وتم بثها في ديسمبر 15, 2019.

## الحبكة
أثناء محاولته إعداد أضواء عيد الميلاد، يسقط جيري من على السطح. قبل أن يضرب الأرض، قام ريك بضرب جيري بشعاع يجعله أخف من الهواء لمدة 10 ساعات، قبل أن يجعل حذائه أثقل من الهواء، مما يجعل جيري محايداً للطفو ويمكّنه من القفز أعلى من المعتاد. يغادر ريك ومورتي في مغامرة، لكن سفينتهما تنهار في الفضاء. أثناء إصلاحه خارج السفينة، يعض رائد فضاء ثعبان مورتي ثم يقوم مورتي بقتل الثعبان.
يحاول مورتي التكفير عن موت الأفعى عن طريق شراء ثعبان آخر من متجر للحيوانات الأليفة وإرساله إلى كوكب الثعبان، ومع ذلك، سرعان ما تحدد الثعابين أنها ليست من عالمها. وسرعان ما يظهر ثعبان آلي ويهاجمه، قبل أن يتجسد ثعبان آخر ويدافع عنه. تظهر المزيد من الثعابين بأعداد متزايدة للتناوب على مهاجمة أو الدفاع عن سميث.
يوضح ريك أن تصرفات مورتي تسببت في اتحاد الثعابين واختراع السفر عبر الزمن. يسافر ريك ومورتي إلى البنتاغون الحالي للأفعى لحل الحرب، لكن الأفاعي لم تكمل آلة الزمن الخاصة بها بعد. يظهر ريك ومورتي المستقبلي (الذي يرتدي عيناً سوداء) مع كتاب مليء بالتعليمات حول السفر عبر الزمن وآلات الزمن المحمولة. يسافر ريك ومورتي الحاليين إلى عام 1985 ويترك الكتاب في معهد ماساتشوستس للتكنولوجيا الخاص للأفاعي قبل العودة إلى الوقت الحاضر.
في هذه الأثناء، يفقد جيري أحد حذائه أثناء محاولته التباهي بطفويته، مما جعله يطفو بعيداً بلا حول ولا قوة. التفكير في أنه إما سينجو من دون مساعدة أو يلقي باللوم على ريك إذا مات، فهو يرفض محاولات ريك وبيث لمساعدته. مع اقتراب الشعاع من التلاشي وهو مرتفع فوق الأرض، يستعد جيري للسقوط حتى وفاته عندما تحلق طائرة نفاثة بالقرب منه، ويلصق نفسه بها. تحطمت الطائرة بسبب اصطدام ثعبان بالمحرك، لكن جيري ينجو.
بالعودة إلى الأرض الحالية، تمطر الثعابين وروبوتات الثعابين التي تسافر عبر الزمن على الكوكب. تمامًا كما خطط ريك، فإن القدر الكبير من السفر عبر الزمن يلفت انتباه رجال شرطة الوقت من حلقة «تصدع في الوقت», الذين يسافرون عبر الزمن ويقتلون أول ثعبان بدائي لاستخدام الأدوات، وبالتالي منع وجود حضارة الثعابين والتسبب في الثعابين لتختفي. يكشف جيري عن نفسه على السطح، مدعياً أنه كان هناك طوال الوقت، ويشعل أضواء عيد الميلاد قبل أن يسقط ويكسر ساقه.
في مشهد ما بعد التتمة، أثناء انتظار لقاء ذواتهم السابقة على كوكب الثعبان، يسأل مورتي ما إذا كانوا قد نسوا شيئاً. ما يذكر ريك مورتي بالبقاء في السيارة في المرة القادمة قبل لكمه في عينه.

## ثعبان الرياضيات التوافه
تم تعيين سفر ريك ومورتي إلى معهد ماساتشوستس للتكنولوجيا الخاص للأفاعي على السبورة التي تحتوي على رياضيات تظهر في ميكانيكا الكم، تسمى معادلة الثعبان. من الرموز المحددة المستخدمة، استلهمت اللوحة من ورقة بحثية كتبها كريستوفر وود، وجاكوب بيامونتي، وديفيد كوري، والتي ظهرت في مجلة نظرية المعلومات الكمومية وفي كتاب لجاكوب بيامونتي.

## البث والتقييمات
تم بث الحلقة بواسطة أدلت سويم في 15 ديسمبر، 2019. وفقاً لـ Nielsen Media Research, شوهد "Rattlestar Ricklactica" بنسبة 1.32 مليون مشاهد منزلية في الولايات المتحدة وحصلوا على 0.75 التصنيف بين 18-49 من البالغين الديموغرافيين، مما يجعلها الحلقة الأقل تصنيفًا من المسلسل (باستثناء العرض الأول للموسم الثالث غير المعلن عنه) منذ الموسم الأول "M. Night Shaym-Aliens!".

## استقبال
أعطى Zack Handlen من إيه. في. كلوب للحلقة درجة A, وشعر أن الحلقة كانت «أفضل حلقة في الموسم (حتى الآن)، وفرحة خالصة من البداية إلى النهاية. إنها لا تفعل شيئًا ثورياً، ولا تغير فهمنا للشخصيات، ولا توجد صدمة مفاجئة من العاطفة. لكن من المضحك مثل الجحيم، أخذ فرضية أساسية في نفس الوقت غبية وذكية بشكل لا يصدق، وتشغيلها مباشرة في الأرض. قصة رئيسية جيدة، وقصة جيري جيدة، وبعض السمات الثانوية لعيد الميلاد. لا أعرف كما أقول أنه كان يستحق الانتظار، بالضبط، لكن إيماني بالعرض قد استعاد إلى حد كبير». جو مطر من وكر المهوس أعطى الحلقة 5 من 5، والشعور بأن «في النصف الأول من ريك ومورتي موسم الرابع يخرج قويا مع هذه الحلقة عيد الميلاد ليست بهذه الأعياد».

## روابط خارجية
- «ريك وحرب الأفاعي الفضائية» على قاعدة بيانات الأفلام على الإنترنت